# Tarczówka bezkształtna

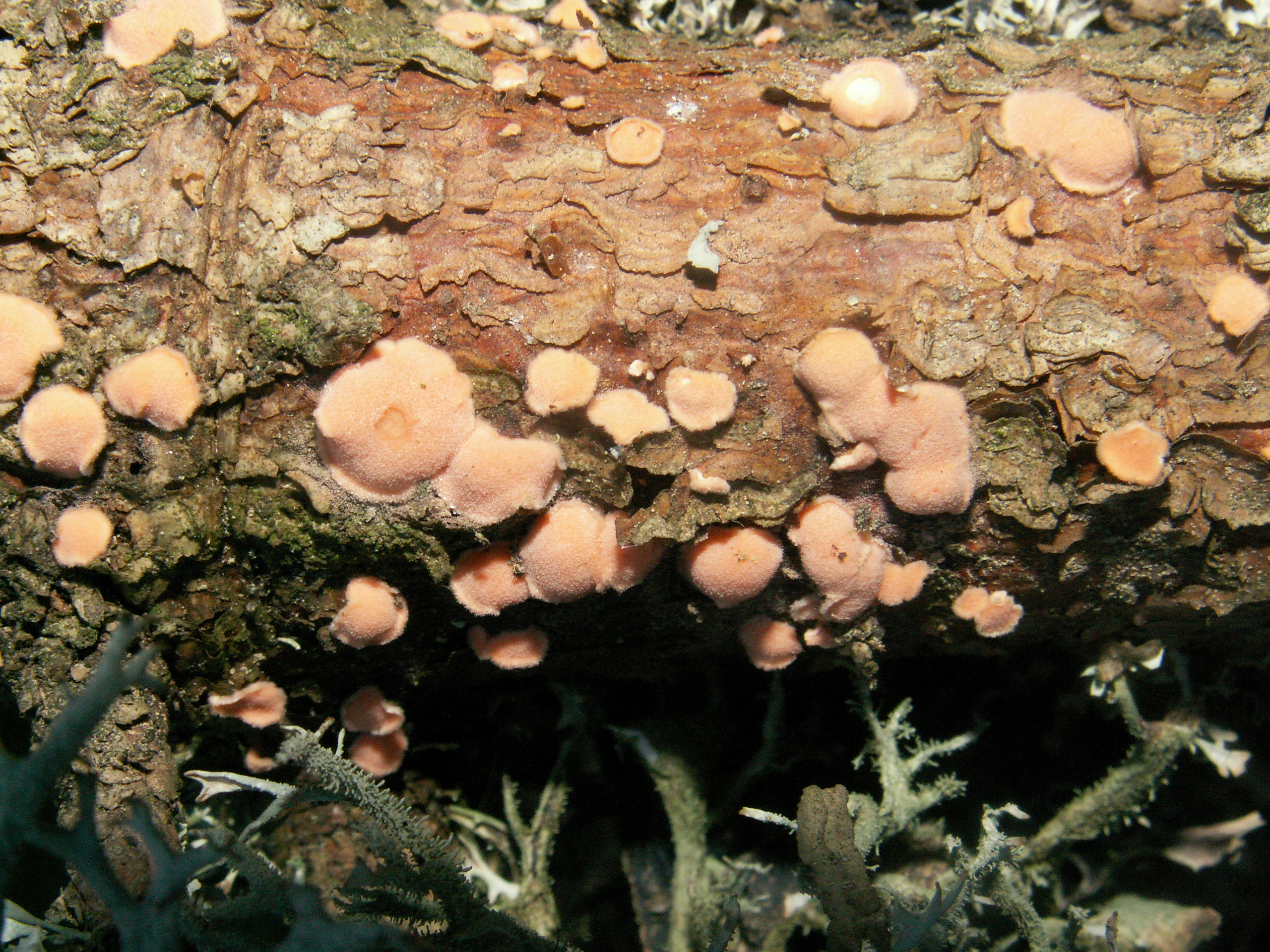

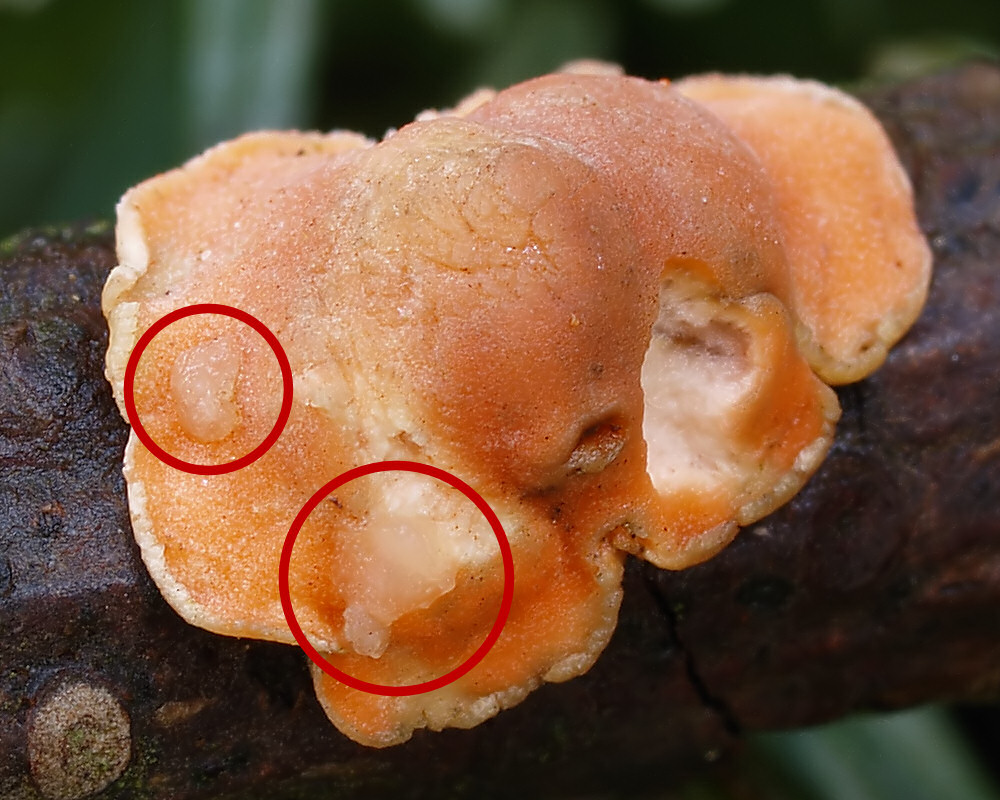
Często atakowana jest przez Tremella mycophaga lub Tremella simplex

Tarczówka bezkształtna (Aleurodiscus amorphus (Pers.) J. Schröt.) – gatunek grzybów należący do rodziny skórnikowatych (Stereaceae).

## Systematyka i nazewnictwo
Pozycja w klasyfikacji według Index Fungorum: Aleurodiscus, Stereaceae, Russulales, Incertae sedis, Agaricomycetes, Agaricomycotina, Basidiomycota, Fungi.
Po raz pierwszy takson ten zdiagnozował w 1801 r. Christiaan Hendrik Persoon, nadając mu nazwę Peziza amorpha. Obecną, uznaną przez Index Fungorum nazwę nadał mu w 1888 r. Joseph Schröter przenosząc go do rodzaju Aleurodiscus
Niektóre synonimy:
- Corticium amorphum (Pers.) Fr. 1838
- Cyphella amorpha (Pers.) Quél. 1886
- Lachnea amorpha (Pers.) Gillet 1881
- Nodularia balsamicola Peck 1872
- Peziza amorpha Pers. 1801
- Stereum amorphum (Pers.) E.H.L. Krause 1929
- Terana amorpha (Pers.) Kuntze 1891
- Thelephora amorpha (Pers.) Fr. 1828

Polską nazwę zaproponował Władysław Wojewoda w 2003 r.

## Morfologia
Owocnik
Rozpostarty lub rozpostarto-odgięty, o okrągławym kształcie i średnicy 1–5 cm. Grubość owocnika 0,5–1 mm.Owocniki występują oddzielnie, ale często sąsiednie zlewają się z sobą, tworząc duży owocnik o nieregularnym kształcie. Obrzeża owocników odgięte. Górna powierzchnia (hymenialna) wypukła, skórzasta, mączysta lub proszkowata, o barwie od pomarańczowej do różowej, w stanie wysuszonym bardziej ochrowa. Powierzchnia ahymenialna biaława, kudłata.
Cechy mikroskopowe
System strzępkowy monomityczny. Kontekst zbudowany z nieregularnie rozgałęzionych lub prostych strzępek z przegrodami. Mają średnicę 2,5–5 μm i częściowo pogrubione ściany. Strzępki generatywne o średnicy do 7 μm, inkrustowane. Pseudocystydy powyginane, cylindryczne z półmaczugowatymi zgrubieniami, bez przewężeń. Podstawki zgrubiałe, o rozmiarach 100–200 × 20–24 μm, z czterema szydłowatymi sterygmami o długości do 25 μm i szerokości 5 μm przy podstawie. Bazydiospory o kształcie od półokrągłego do jajowatego bezbarwne, cienkościenne, o rozmiarach 20–26 (29) × 16–20 (23) μm, amyloidalne.
Gatunki podobne
Pod mikroskopem tarczówka bezkształtna jest trudna do odróżnienia od tarczówki krążkowatej (Aleurodiscus disciformis). U obydwu tych gatunków brak akantohyfid, posiadają jednakowe pseudocystydy i amyloidalne, chropowate zarodniki. Różnią się jednak reakcjami chemicznymi z sulfobenzoaldehydem, ponadto tarczówka krążkowata ma mniejsze podstawki i mniejsze zarodniki. Jest też luźniej związana z podłożem.

## Występowanie i siedlisko
Tarczówka bezkształtna występuje w Ameryce Północnej, Europie i Azji. W polskim piśmiennictwie naukowym podano liczne jej stanowiska, głównie w południowej części kraju. Stanisław Domański podaje, że w Polsce jest raczej rzadka i występuje głównie w Karpatach. Znajduje się na Czerwonej liście roślin i grzybów Polski. Ma status R – gatunek potencjalnie zagrożony z powodu ograniczonego zasięgu geograficznego i małych obszarów siedliskowych. Znajduje się na listach gatunków zagrożonych także w Niemczech i Holandii.
Nadrzewnyy grzyb saprotroficzny. Występuje w lasach, rzadziej w parkach, na niedawno uschniętych i jeszcze znajdujących się na drzewie, lub opadłych na ziemię gałęziach, rzadziej na pniach. Władysław Wojewoda i Stanisław Domański podają, że rozwija się głównie na korze jodły pospolitej, w Polsce notowana jednak była także na wielu innych gatunkach iglastych drzew uprawianych: Abies amabilis, Abies balsamea, Abies concolor, Abies fraseri, Abies grandis, Abies lasiocarpa, Abies procera, Larix occidentalis, Picea bicolor, Picea engelmannii, Picea mariana, Picea orientalis, Picea pungens, Picea rubens, Picea sitchensis, Picea contorta, Pseudotsuga menziesii}.